# Kartenschluß
Kartenschluß ist eine veraltete Bezeichnung aus dem Postdienstbetrieb. Es handelt sich dabei um den zwischen zwei Postanstalten erfolgenden Austausch von Postsendungen, darunter versiegelte Briefbeutel sowie Pakete, die in einer Begleitkarte einzeln (Geld- oder Einschreibsendungen) oder summarisch (gewöhnliche Briefe und Pakete) verzeichnet sind.